# Xào

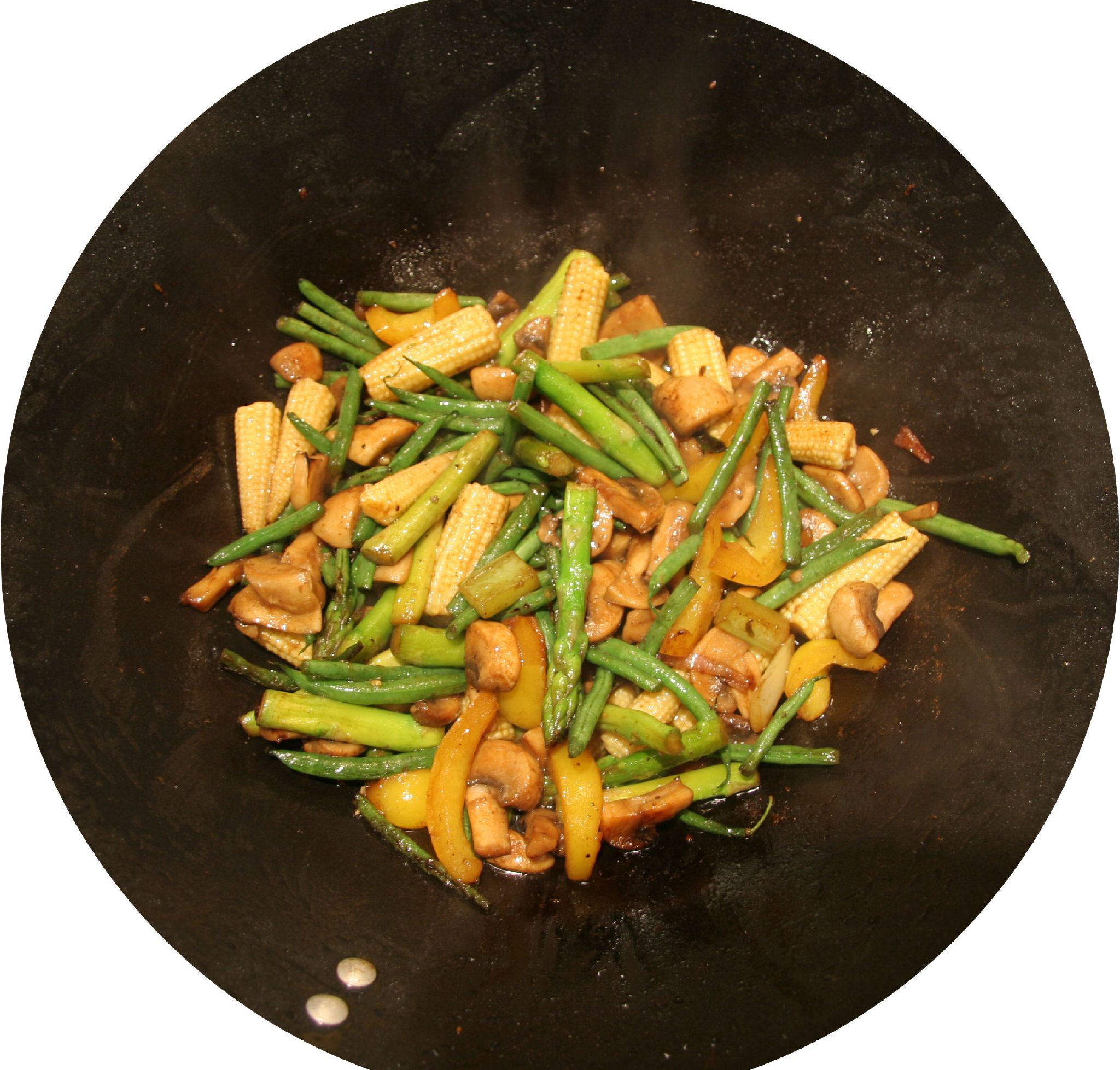
Món xào trong chảo

Xào là một cách nấu chín thức ăn bằng cách đảo lộn thức ăn với một ít dầu ăn hay mỡ nước trên chảo nóng cùng với gia vị. Yếu tố quan trọng là chảo phải ở nhiệt độ thật nóng trong khi người làm bếp phải mau tay đảo trộn các thành phần trong chảo. Khác với chiên hoặc rán, lượng dầu mỡ dùng ít hơn và các vật liệu phải được cắt đều, kích thước nhỏ để chín đều nhau. Chiên thì có thể để nguyên một cánh gà hay cá nguyên con nhưng xào thì phải xắt nhỏ. Ở Việt Nam một số món tiêu biểu dùng phương thức xào là rau muống xào tỏi, gà xào sả ớt, phở xào, mì xào...